# Булла
Бу́лла (от лат. bulla — «печать», букв. «пузырь») — основной средневековый папский документ с  моливдовулом — печатью из свинца (при особых случаях — хрисовулом — из золота), после XV века издавался реже.

## История
Буллой в средние века называли металлическую печать, затем капсулу, в которую заключалась печать, скреплявшая государственный акт; также название самого акта (императорского или папского). В позднейшие века буллой стали называть только важные указы и торжественные послания пап.

## Папская булла
Как и энциклика, называется по первым двум словам латинского текста, продублированным в заголовке. На печати, прикреплявшейся к булле красной и жёлтой шёлковой нитью, ставилась латинская монограмма «SPSP» в честь святых Петра и Павла с именем папы на обороте. С конца XVIII века печать была заменена соответствующей красной печатью непосредственно на документе, хотя, например, булла Иоанна XXIII при созыве Второго Ватиканского собора была традиционной свинцовой. В современной булле, которая скрепляется металлической печатью лишь в особых случаях, после имени папы стоит традиционная надпись «episcopus, servus servorum Dei» («епископ, раб рабов Божьих»). Буллы подписываются членом Римской курии, обычно государственным секретарём Ватикана, но в особых буллах стоят личные подписи пап.

## Известные буллы
| Год                         | Название                                                                                  | Папа римский    | Содержание |
| --------------------------- | ----------------------------------------------------------------------------------------- | --------------- | --- |
| 1059                        | «In nomine Domini» (Во имя Господа!)                                                      | Николай II      | Узаконивание избрания папы исключительно кардиналами. |
| 1120                        | «Sicut Judaeis» (Будучи евреями)                                                          | Каликст II      | Выступление в защиту евреев, пострадавших от Первого крестового похода. |
| 1136, 7 июля                | «Ex commisso nobis a Deo» (Доверенное нам Богом)                                          | Иннокентий II   | Отмена главенства Магдебургского архиепископства над Польской церковью. |
| 1139, 29 марта              | «Omne Datum Optimum» (Всякий дар совершенен)                                              | Иннокентий II   | Утверждение рыцарского ордена тамплиеров. |
| 1144                        | «Milites Templi» (Солдаты Храма)                                                          | Целестин II     | Предписание духовенству защищать тамплиеров, призыв ко всем верующим оказывать им посильную помощь.                                                                                           |
| 1145                        | «Militia Dei» (Солдаты Господа)                                                           | Евгений III     | Дозволяет тамплиерам собирать десятину и специальные налоги на похороны рыцарей ордена на собственном кладбище.                                                                               |
| 1187, 29 октября            | «Audita tremendi» (Услышав о страшном)                                                    | Григорий VIII   | Призыв к Третьему крестовому походу. |
| 1205                        | «Etsi Judaeos» (Даже если)                                                                | Иннокентий III  | Евреям разрешены собственные дома молитв, они не могут насильно переводиться в христианство. Евреям не разрешается принимать пищу вместе с христианами и иметь рабов-христиан.                |
| 1218                        | «In generali concilio» (В общем совете)                                                   | Гонорий III     | Предписание евреям носить одежду, отличающую их от остальных, и платить десятину в пользу местной церкви.                                                                                     |
| 1233                        | «Etsi Judaeorum» (Даже если)                                                              | Григорий IX     | Требование, чтобы в христианских странах с евреями обращались столь же гуманно, как христиане хотели бы, чтобы с ними самими обращались в языческих странах.                                  |
| 1239                        | «Si vera sunt» (Если они правы)                                                           | Григорий IX     | Приказ конфисковать священные книги евреев, особенно Талмуд, для исследования на предмет наличия в них богохульства против Христа и церкви.                                                   |
| 1235, 1254, 1288, 1291      | «Cum hora undecima» (В одиннадцатом же часу)                                              | Григорий IX     | Четыре одноимённые буллы, касающиеся миссионерской деятельности Католической церкви в странах Востока.                                                                                        |
| 1244                        | «Impia Iudaeorum perfidia» (Нечестивые вероломные евреи)                                  | Иннокентий IV   | Установка, что евреи не могут нанимать христианских кормилиц. |
| 1245, 5 марта               | «Dei patris immensa» (Великие патриоты)                                                   | Иннокентий IV   | Обращение к царю и народу татар с призывом к крещению. |
| 1245, 13 марта              | «Cum non solum» (Как не быть одиноким)                                                    | Иннокентий IV   | Обращение к царю и народу татар с порицанием за разорение христианских стран, призыв к прекращению агрессии и побуждение к покаянию.                                                          |
| 1247                        | «Lachrymabilem Judaeorum» (Евреи в слезах)                                                | Иннокентий IV   | Требование прекратить преследование евреев по обвинениям, основанным на кровавом навете. |
| 1252, 15 мая, отменена 1816 | «Ad extirpanda» (Для искоренения)                                                         | Иннокентий IV   | Разрешение католической инквизиции пытать подозреваемых в ереси. |
| 1296, 20 января             | «Clericis laicos» (Духовники миряне)                                                      | Бонифаций VIII  | Запрещение духовенству платить подати мирянам с угрозой отлучения от церкви. |
| 1302, 18 ноября             | «Unam Sanctam» (Единой, Святой)                                                           | Бонифаций VIII  | Декларирует единство церкви и что вне церкви нет спасения. |
| 1308                        | «Regnans in coelis» (Царствующий на небесах)                                              | Климент V       | Созыв Вьеннского собора. |
| 1312, 22 марта              | «Vox in Excelso» (Голос свыше)                                                            | Климент V       | Роспуск Ордена Тамплиеров. |
| 1312, 2 мая                 | «Ad providam» (Так должно быть)                                                           | Климент V       | Передача госпитальерам собственности Ордена Тамплиеров. |
| 1348, 26 сентября           | «Quamvis Perfidiam» (Хотя предательство)                                                  | Климент VI      | Опровержение слухов о распространении евреями эпидемии чумы путём отравления колодцев. |
| 1363                        | «In coena domini» (За трапезой Господней)                                                 | Урбан V         | Установка перечня проступков, отпущение грехов за которые разрешено исключительно папой. |
| 1439, 6 июля                | «Laetentur Caeli: Bulla Unionis Graecorum» (Да возрадуются небеса: Булла союза с греками) | Евгений IV      | Уния с Православной церковью. |
| 1442, 8 августа             | «Dundum ad nostram audientiam»                                                            | Евгений IV      | Завершение разделения евреев и христиан, внедрение гетто. |
| 1442, 4 февраля             | «Cantate Domino» (Пойте Господу)                                                          | Евгений IV      | Уния с Коптской церковью. |
| 1442, 10 августа            | «Super Gregem Dominicum»                                                                  | Евгений IV      | Отмена привилегий евреев Кастилии, введение для них жёстких ограничений; запрет христианам принимать еду и питьё, жить и мыться вместе с евреями и мусульманами.                              |
| 1447, 23 июня               | «Super Gregem Dominicum»                                                                  | Николай V       | Второй выпуск одноимённой буллы (1442 год). Введение аналогичных ограничений для евреев Италии.                                                                                               |
| 1451, 1 марта               | «Super Gregem Dominicum»                                                                  | Николай V       | Третий выпуск одноимённой буллы (1442 и 1447 годы). Подтверждение отмены привилегий и введения ограничений для евреев Испании и Италии.                                                       |
| 1484, 5 декабря             | «Summis desiderantes affectibus» (Всеми силами души)                                      | Иннокентий VIII | Провозглашение необходимости уничтожения ереси и колдовства в Рейнской области. |
| 1493, 4 мая                 | «Inter caetera» (Среди других)                                                            | Александр VI    | Разделение мира между Испанией и Португалией. |
| 1498                        |                                                                                           |                 | Запрет свинцового сахара |
| 1520, 15 июня               | «Exsurge Domine» (Восстань, Господи!)                                                     | Лев X           | Требование, чтобы Мартин Лютер отказался от 41 из 95 тезисов в течение 60 дней со дня их публикации, с угрозой отлучения его от церкви.                                                       |
| 1537, 29 мая                | «Sublimus Dei» (Выше Господа)                                                             | Павел III       | Запрет на порабощение коренных жителей Америки. |
| 1540, 27 сентября           | «Regimini militantis Ecclesiae» (К правлению Церкви Воинствующей).                        | Павел III       | Утверждение Иезуитского ордена с перечнем первых десяти его членов-основателей. |
| 1555, 14 июля               | «Cum nimis absurdum» (Поскольку это нелепо)                                               | Павел IV        | Введение религиозных и экономических ограничений для евреев на территории Папской области. |
| 1569, февраль               | «Hebraeorum gens sola» (Обособленность еврейской нации)                                   | Пий V           | Распространение действовавших в Папской области ограничений для евреев на Рим и Анкону. |
| 1582, 24 февраля            | «Inter gravissimas» (Среди важнейших)                                                     | Григорий XIII   | Утверждение современного григорианского календаря взамен старого юлианского. |
| 1586, октябрь               | «Christiana pietas» (Христианское благочестие)                                            | Сикст V         | Отмена буллы Пия V от 1569, разрешение евреям селиться на территории Папской области. |
| 1593                        | «Caeca et Obdurata» (Слепые и упрямые)                                                    | Климент VIII    | Изгнание евреев из Папской области. |
| 1603, 30 июня               | «Ad perpetuam rei memoriam»                                                               | Климент VIII    | В честь инкской знати и метисов общества иезуитов города Куско (Перу), основанного Бласом Валера. Единственная в истории булла, написанная не только на латыни, но и на другом языке — кечуа. |
| 1713                        | «Unigenitus» (Единородный Сын)                                                            | Климент XI      | Осуждение янсенизма. |
| 1738, 28 апреля             | «In eminenti apostolatus specula»                                                         | Климент XII     | Осуждение и запрет масонства. |
| 1755                        | «Beatus Andreas» (Святой Андреас)                                                         | Бенедикт XIV    | Возведение в сан мученика Андреаса Окснера, в смерти которого в 1462 году были обвинены евреи в соответствии с кровавым наветом.                                                              |
| 1773                        | «Dominus ac Redemptor Noster» (Наш хозяин и спаситель)                                    | Климент XIV     | Полное и окончательное запрещение Иезуитского ордена. |
| 1814                        | «Sollicitudo omnium ecclesiarum» (Забота о всей церкви)                                   | Пий VII         | Восстановление Иезуитского ордена. |
| 1854, 8 декабря             | «Ineffabilis Deus» (Боже неописуемый)                                                     | Пий IX          | Провозглашение догмата о непорочном зачатии Пресвятой Девы Марии. |
| 1864                        | «Quanta cura»                                                                             | Пий IX          | Осуждение политических предложений о свободе сознания и вероисповедания. |
| 1871                        | «Pastor aeternus» (Вечный пастырь)                                                        | Пий IX          | Догмат о непогрешимости Папы Римского. |
| 1880                        | «Dolemus inter alia» (Среди прочих наших сожалений)                                       | Лев XIII        | Возвращение привилегий Иезуитскому ордену, отменённых буллой Климента XIV «Dominus ac Redemptor Noster» в 1773 году.                                                                          |
| 1907                        | «Sollicitudo omnium ecclesiarum» (Забота о всей церкви.)                                  | Пий X           | Регламентация исключительности церковного брака. |
| 1950, 1 ноября              | «Munificentissimus Deus» (Боже Всемогущий)                                                | Пий XII         | Догмат о вознесении Девы Марии. |
| 1961 (December 25)          | «Humanae salutis» (Человеческое спасение)                                                 | Иоанн XXIII     | Созыв Второго Ватиканского собора. |
| 1965, 18 ноября             | «Dei Verbum» (Слово Божие)                                                                | Павел VI        | Догматическая конституция о Божественном Откровении, посвящённая Божественному Откровению, Священному Писанию и Священному Преданию.                                                          |
| 1968, 25 июня               | «Humanae Vitae» (Жизнь человеческая)                                                      | Павел VI        | Освящённая церковью супружеская любовь, ответственность родителей, осуждение большинства способов контроля над рождаемостью.                                                                  |
| 1998, 19 ноября             | «Incarnationis mysterium» (Тайна воплощения)                                              | Иоанн Павел II  | К Великому Юбилею 2000. |

## Особые буллы
При непосредственном участии отца Диего де Торрес Больо, основателя индейской миссии иезуитов в Парагвае, в 1603 году была издана первая и единственная в истории католической церкви папская булла не на латыни, а на языке кечуа. Она была адресована братству Имени Иисусового в городе Куско (Перу) и инкской знати папой Климентом VIII.